# Raiffeisenbank Goldener Steig - Dreisessel
Die Raiffeisenbank Goldener Steig - Dreisessel eG ist eine deutsche Genossenschaftsbank mit Sitz in der bayerischen Stadt Waldkirchen im Landkreis Freyung-Grafenau.

## Geschichte
Die heutige Raiffeisenbank Goldener Steig - Dreisessel eG entstand im Jahr 2023 aus der Fusion der Raiffeisenbank Am Goldenen Steig eG mit der Raiffeisenbank am Dreisessel eG mit dem Sitz in Neureichenau und ist seitdem als Kreditinstitut die größte genossenschaftliche Organisation im Landkreis Freyung-Grafenau.
Die Raiffeisenbank Am Goldenen Steig eG entstand im Jahr 1992 aus der Fusion der Raiffeisenbank Röhrnbach-Kumreut eG mit dem Sitz in Röhrnbach mit der Raiffeisenbank Waldkirchen eG mit dem Sitz in Waldkirchen und der Raiffeisenbank Perlesreut-Ringelai eG mit dem Sitz in Perlesreut und ist nach dem Goldenen Steig benannt. 
Die Raiffeisenbank Am Goldenen Steig eG fusioniert zuvor zuletzt im Jahr 1996 mit der Raiffeisenbank Schönberg-Haus im Wald eG mit dem Sitz in Schönberg. Durch die Fusion der Raiffeisenkasse Haus i. Wald eG mit dem Sitz in Haus im Wald im Jahr 1980 mit der Raiffeisenbank Schönberg/Ndb. eG entstand die Raiffeisenbank Schönberg-Haus im Wald eG. 
Die Raiffeisenbank Röhrnbach eG fusionierte 1976 mit der Raiffeisenkasse Kumreut eG mit dem Sitz in Kumreut zur Raiffeisenbank Röhrnbach-Kumreut eG. Die ehemalige Raiffeisenbank Perlesreut-Ringelai eGmbH entstand im Jahr 1963 durch die Fusion der Raiffeisenkasse Perlesreut eGmbH mit der Raiffeisenkasse Ringelai eGmbH mit dem Sitz in Ringelai.
Die Raiffeisenbank am Dreisessel eG entstand im Jahr 2004 durch die Fusion der Raiffeisenbank Jandelsbrunn eG mit dem Sitz in Jandelsbrunn mit der Raiffeisenbank Neureichenau-Haidmühle eG mit dem Sitz in Neureichenau.

## Rechtsverhältnisse
Die Raiffeisenbank Goldener Steig - Dreisessel eG ist im Genossenschaftsregister beim Amtsgericht Passau unter GnR 106 eingetragen.

## Organisationsstruktur
Rechtsgrundlagen sind das Genossenschaftsgesetz und die durch die Vertreterversammlung beschlossene Satzung. Organe der Bank sind der Vorstand, der Aufsichtsrat und die Vertreterversammlung.

## Sicherungseinrichtung
Die Raiffeisenbank Goldener Steig - Dreisessel eG ist der amtlich anerkannten Sicherungseinrichtung des Bundesverbandes der Deutschen Volksbanken und Raiffeisenbanken GmbH und der zusätzlichen freiwilligen Sicherungseinrichtung des Bundesverbandes der Deutschen Volksbanken und Raiffeisenbanken e.V. angeschlossen.

## Geschäftsausrichtung
Die Raiffeisenbank Goldener Steig - Dreisessel eG betreibt das Universalbankgeschäft. Neben dem klassischen Zahlungsverkehrs- sowie Kredit- und Einlagengeschäft arbeitet sie im Verbundgeschäft mit der DZ Bank, R+V Versicherung, DZ Privatbank, Bausparkasse Schwäbisch Hall, VR Smart Finanz, Münchener Hypothekenbank, Teambank, VR Leasing, DZ Hyp, Allianz Versicherung und der Union Investment zusammen.

## Gesellschaftliches Engagement
Die Raiffeisenbank Goldener Steig - Dreisessel eG unterstützt regelmäßig gemeinnützige, mildtätige, karitative und kirchliche Einrichtungen in der Region. Bestandteil der sozialen Aktivitäten ist die jährliche Ausschüttung der Zweckerträge aus dem Gewinnsparen.

## Geschäftsgebiet
Das Geschäftsgebiet liegt im Süden und Osten des Landkreises Freyung-Grafenau und erstreckt sich von Haidmühle bis Eppenschlag.
An diesen Orten betreibt die Bank Filialen:
- Waldkirchen (Hauptstelle, jur. Sitz)
- Röhrnbach (Geschäftsstelle)
- Perlesreut (Geschäftsstelle)
- Schönberg (Geschäftsstelle)
- Neureichenau (Geschäftsstelle)
- Jandelsbrunn (Geschäftsstelle)
- Haidmühle (Geschäftsstelle)
- Haus im Wald (Geschäftsstelle)

Darüber hinaus werden Raiffeisen-Märkte in Perlesreut, Röhrnbach, Schönberg, Hohenau, Neureichenau, Jandelsbrunn und Mauth betrieben.